# 園井東庵
園井 東庵（そのい とうあん、享保3年（1718年） - 天明6年12月10日（1787年1月28日））は江戸時代中期の医師。摂津国麻田藩に藩医として仕える一方、貧しい住民の治療につくし、仁医として名を残した。別号に義斎。

## 生涯
享保3年（1718年）、筑後国上妻郡福島町（現・福岡県八女市）生まれ。久留米藩儒広津藍渓の甥。35歳のとき、医を志して京に上り、その後各地を放浪した。
明和（1764年 - 1772年）・安永（1772年 - 1780年）年間、摂津国麻田藩主青木氏に召されて藩医となり、豊島郡麻田村（現・大阪府豊中市蛍池）に移住した。東庵は地元の貧しい住民からは診療代を受けず、かえって金子を与えるなどの献身的な治療を行ったといい、多くの逸話を残した。
天明6年12月10日（1787年1月28日）、刀根山村（現・豊中市刀根山元町）において没した。享年69。墓所は安楽寺（豊中市柴原町）。
死後、徳を慕う住民によって「義斎明神」が祀られた。1935年5月、「隠医東菴翁」を顕彰する記念碑が常楽寺（豊中市刀根山元町）に建てられ、現存している。

## 註
1. 1 2 3 4  『久留米人物誌』p.307-308
2. ↑  富士川游『醫史叢談』書物展望社、1942年、P.278頁。